# Cervus elaphus
El ciervo rojo (Cervus elaphus), también llamado ciervo europeo, ciervo común, ciervo colorado o venado, es una especie de cérvido ampliamente distribuida por el hemisferio norte. Se han documentado unas veintisiete subespecies distintas, que se diferencian entre sí por el tamaño, longitud, color del pelo y forma de las cuernas, con un área de distribución que se extiende desde Asia Occidental (en donde la especie tendría su origen) hasta el Magreb, la península ibérica y Gran Bretaña. Se admite que los ciervos del oriente asiático y los de Norteamérica pertenecen a la especie propia Cervus canadensis. Los ciervos llegan a la pubertad al año de nacer. 
En algunas regiones del mundo, como América del Sur, está considerado una especie exótica invasora. Por ello está incluido en la lista 100 de las especies exóticas invasoras más dañinas del mundo de la Unión Internacional para la Conservación de la Naturaleza.

## Descripción

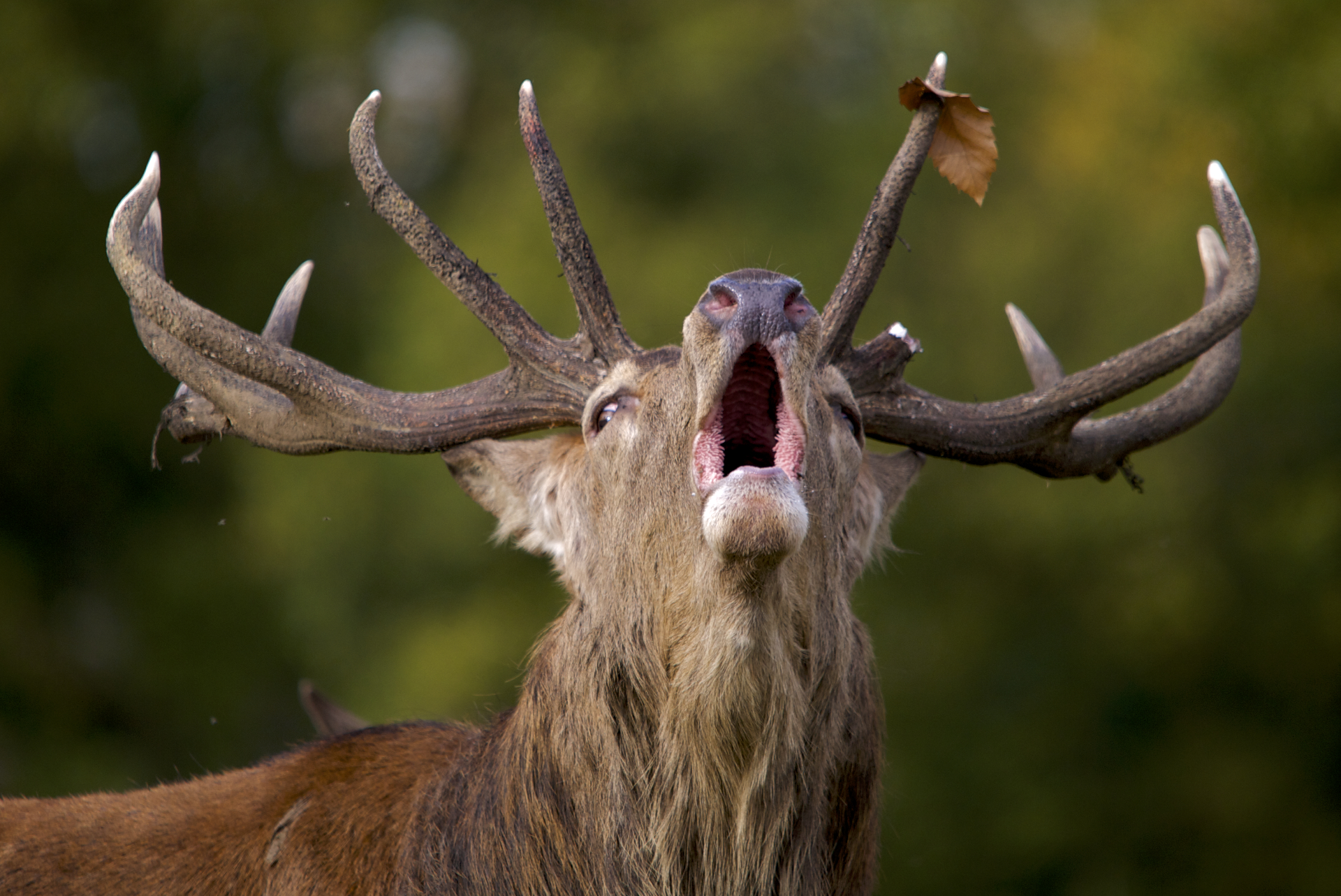
Primer plano de un gran ejemplar de ciervo durante la berrea

El ciervo rojo es un ciervo de gran tamaño (sólo superado por el alce y el uapití dentro del conjunto de los cérvidos vivos), con un tamaño ordinario de 160 a 250 cm de longitud y un peso en los machos de hasta 200 kg. Esta especie presenta dimorfismo sexual, siendo las hembras más pequeñas y menos corpulentas que los machos; nunca presentan cuernas. Los individuos de sexo masculino presentan cuernas que renuevan cada año y, en algunas subespecies, una densa melena de pelo oscuro en cuello y hombros. El color del pelo es normalmente pardo en todo el cuerpo salvo en el vientre y los glúteos, blanquecinos, y puede variar en la intensidad de su tonalidad según los individuos. Las crías de pocos meses presentan una coloración rojiza, con manchas y rayas blancas que les ayudan a esconderse de los depredadores.
La dieta de esta especie es exclusivamente herbívora, con más peso de las hojas sobre las hierbas.

## Vida social

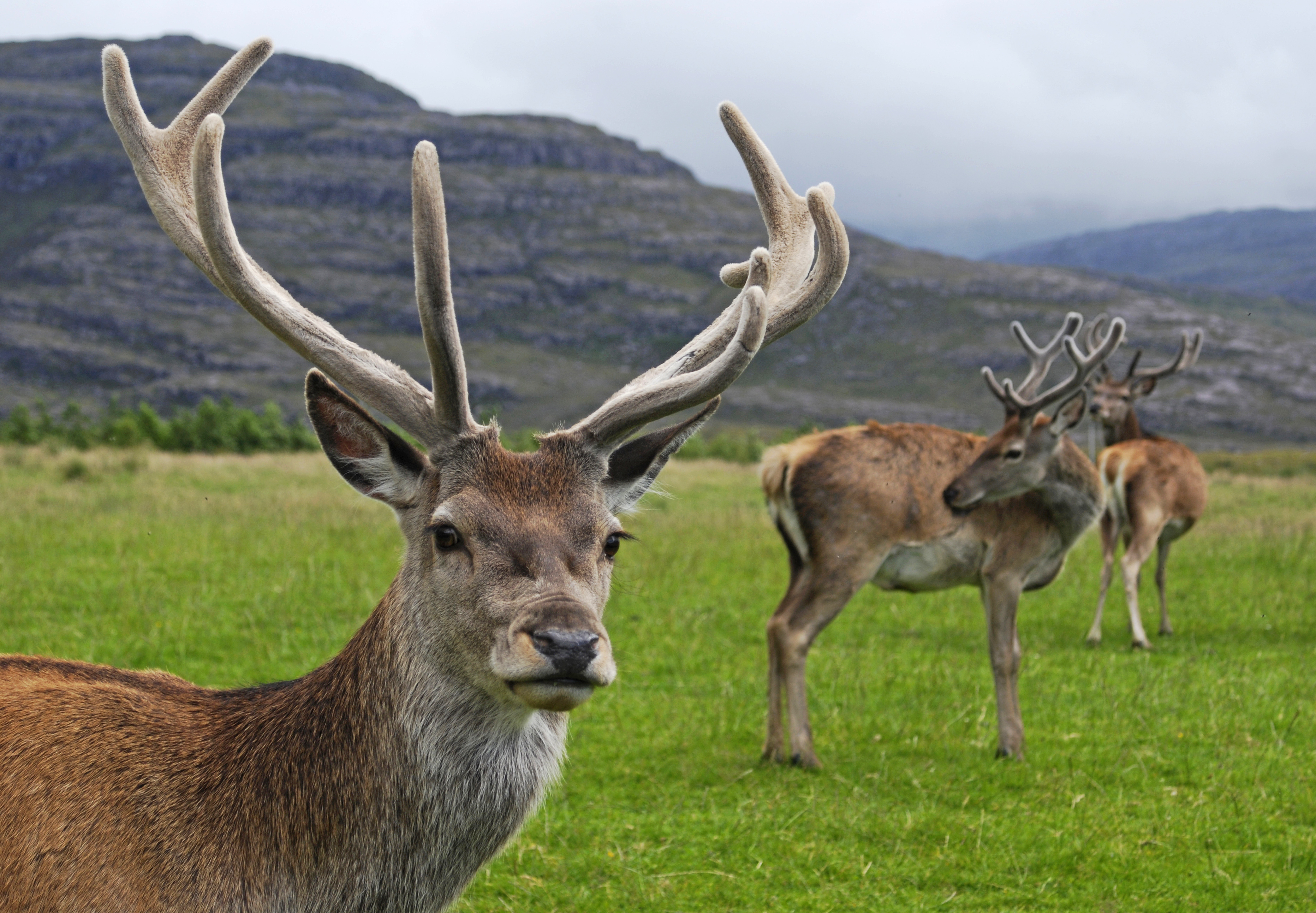
Manada de ciervos.

Los ciervos son animales herbívoros que forman grupos en función de su edad y altura. Las hembras viven en manadas de decenas de ejemplares con sus retoños más jóvenes, mientras que los machos se mueven de forma solitaria o en grupos mucho más reducidos, de menos de cinco individuos. Solo se acercan a las hembras en la época de celo (entre agosto y septiembre del hemisferio norte, o entre marzo y abril del hemisferio sur, según zona y clima) momento en que comienzan a luchar con los otros machos por el control de un harén.

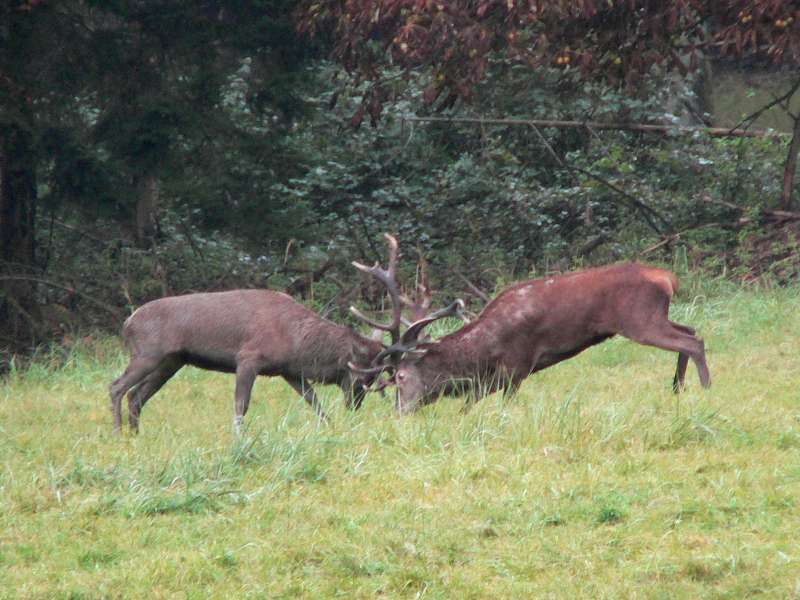
Ciervos luchando cabeza contra cabeza.

Para ello, las cuernas se han estado desarrollando durante el verano, adquiriendo mayor tamaño, longitud y número de puntas a medida que avanza la edad del ejemplar. En otoño las cuernas pierden la borra que las recubre (el terciopelo), que los machos se encargan de hacer desprenderse frotándose la cabeza contra los troncos de árboles. Durante toda la época de reproducción, los machos no se alimentan y pasan todo el día luchando entre ellos o copulando con las hembras que se hayan ganado, de tal manera que no es raro que muchos mueran de hambre y puro agotamiento si el año ha sido malo y no han acumulado reservas suficientes para el invierno. Esto suele afectar en mayor medida a los individuos jóvenes, que suelen terminar la estación sin reproducirse, derrotados por animales de mayor edad y fuerza. Debido a ello, la esperanza de vida media para los machos de esta especie es de apenas cinco o seis años, llegando a alcanzar los veinte en buenas condiciones.
Tras la época de celo, los machos abandonan normalmente la manada conquistada, aunque algunos se quedan en ella durante una temporada. Para febrero todos los individuos han perdido ya sus cuernos y procederán en los meses siguientes a renovarlos.
Las hembras preñadas durante el otoño paren una cría o dos ocho meses después, a comienzos del verano. Los cervatos pueden levantarse y seguir a su madre al poco de nacer, pero ella suele esconderlos entre la vegetación del bosque y acudir regularmente para amamantarlos, cosa que hacen hasta los tres meses. A los dos años las hembras ya son adultas, mientras que los machos alcanzan la madurez a los tres, pero tardarán unos años más en poder vencer la resistencia de los veteranos y aparearse.

## Depredadores
El ciervo común es presa de múltiples carnívoros. Los adultos y crías pueden caer víctimas de linces, lobos, osos pardos, tigres y leopardos (en Siberia y Manchuria). Los individuos muy jóvenes, además, son cazados también por zorros, gatos salvajes y águilas. Ante estos animales sólo tienen el recurso de la huida y en el caso de los más pequeños el camuflaje, pues los machos rara vez usan sus cuernos para luchar contra ellos por ser poco efectivos contra los carnívoros.
No obstante, estas amenazas no son suficientes para poner en peligro la especie. En zonas donde se han exterminado a gran número de carnívoros, los ciervos pueden llegar a ser una plaga y amenazar la población de ciertas plantas. Por ello su caza es muy común en todo el mundo, aunque tiende a ser regulada para que no resulte excesiva: las subespecies que vivían en los Montes Apalaches, el valle del río Misisipi y el sur de las Montañas Rocosas se extinguieron en el siglo XIX precisamente por el exceso de capturas, y varias subespecies más corren peligro de desaparecer. Entre las subespecies amenazadas están las de Andalucía (C. e. hispanicus), Córcega (C. e. corsicanus), Bactriana (C. e. bactrianus), ciervo del Turquestán Ruso, constituyó la presa predilecta del tigre del Caspio en determinadas regiones, los montes Tian Shan (C. e. songaricus) y Yellowstone (C. e. nelsoni).

## Subespecies
En Eurasia se conocen las siguientes subespecies:

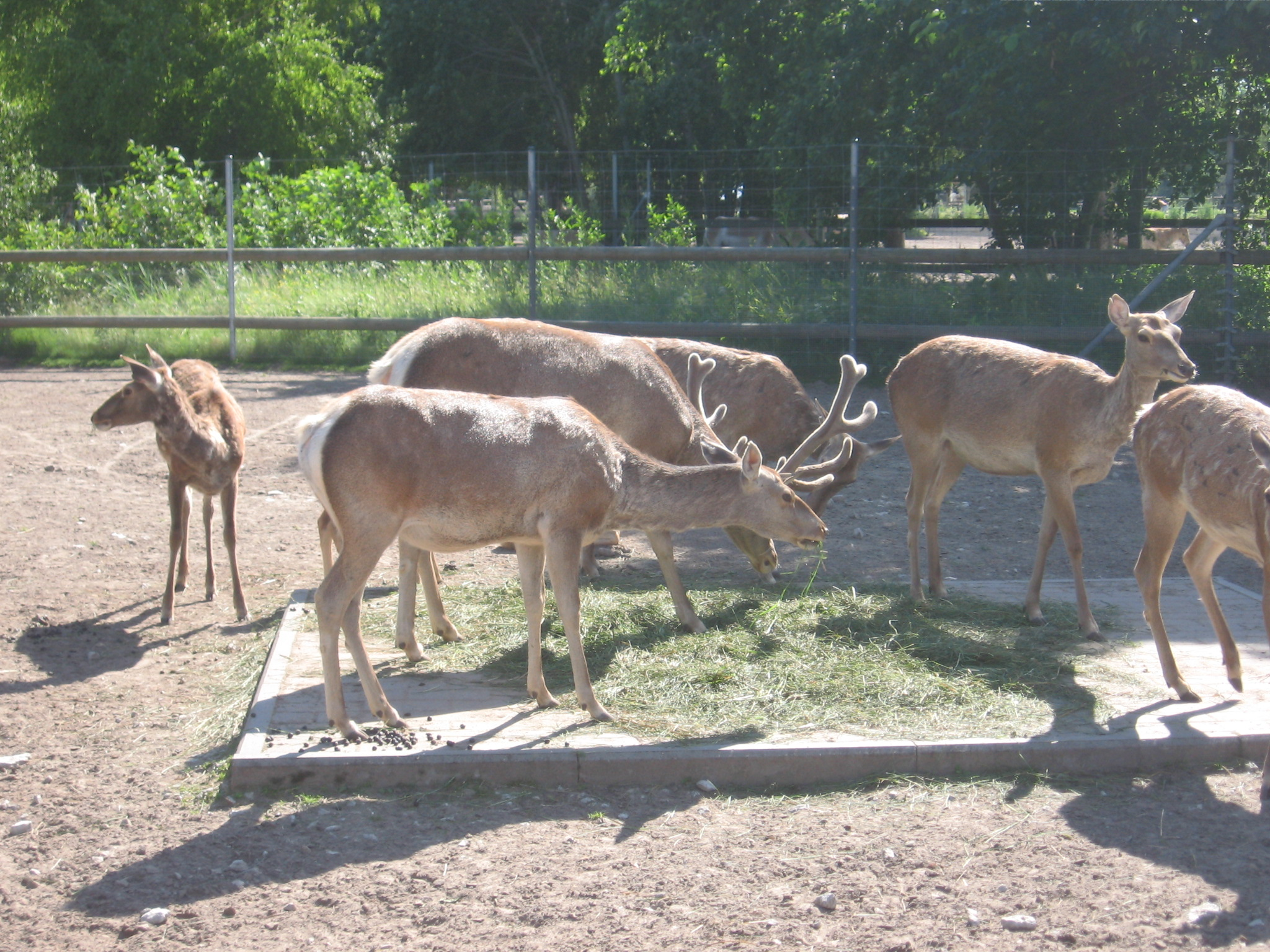
C. e. bactrianus.

- Ciervo de Bactriana, Ciervo del Turquestán Ruso o Ciervo de Bokara (Cervus elaphus bactrianus), en Uzbekistán. Falta el primer candil, horquilla terminal larga, simple, color amarillento, patas cortas.
- Ciervo de Berbería (Cervus elaphus barbarus), norte de Argelia y Túnez, reintroducido actualmente en Marruecos (Parque nacional de Tazekka e Ifrane). Presenta manchas de color pardo oscuro, alternadas con otras manchas claras aisladas. Sin horquilla frontal.
- Ciervo de Crimea (Cervus elaphus brauneri), Península de Crimea.
- Ciervo de Córcega (Cervus elaphus corsicanus), Córcega y Cerdeña. De pequeño tamaño y pelaje oscuro; carece de horquilla frontal.[14]
- Ciervo de Cachemira o hangul (Cervus elaphus hanglu), es en realidad la especie Cervus hanglu Wagner, 1844, por lo tanto C. e. hanglu es un sinónimo. Tiene la cornamenta en un plano, la horquilla frontal más corta que el primer candil, una mancha blanca pequeña bordeada de negro y la cola negra. Sus poblaciones se encuentran en aumento en su zona de distribución: Afganistán, China, India, Kazajistán, Tayikistán; Turkmenistán y Uzbekistán. Extinto en Pakistán.[15]
- C. e. italicus
- Ciervo rojo del Cáucaso o maral (C. e. maral)
- C. e. pannoniensis
- Ciervo de Manchuria o isubra (Cervus elaphus xanthopygos), valle del río Amur y montañas adyacentes. Coloración semejante a la del ciervo común. Mancha blanca ancha en invierno. Cornamenta corta, bifurcada simple. Otra raza es (Cervus elaphus lühdorfi).
- Ciervo de Schezuan (Cervus elaphus macneilli), Meseta del Tíbet.
- Shou (Cervus elaphus affinis), Tíbet y Bután. Cornamenta curvada hacia delante en la parte superior; Color del rabo como la mancha blanca.
- Ciervo de Yarkand, ciervo de Yarkanda o del Tarim (Cervus elaphus yarkandensis), Cuenca del Tarim (China). vivió en la región de desiertos y semiestepas del Turquestán Chino: hoy esta raza parece extinguida. De color rojo pardo claro, con una gran mancha blanca, que incluye el rabo. La horquilla terminal apunta hacia delante.
- Ciervo de Ala-Shan (Cervus elaphus alshanicus), noreste de China.
- Ciervo siberiano o del Altái (Cervus elaphus sibericus), Mongolia y China septentrional. La horquilla frontal y el primer candil nacen muy juntos. Astas largas.
- Ciervo europeo (Cervus elaphus hippelaphus), la cornamenta está más desarrollada, con formación de una corona de ramas. Mayor parte de Europa, desde España a Turquía.
- Ciervo de Kansu (Cervus elaphus kansuensis), Corredor de Kansu, China central.
- Ciervo rojo del mar Caspio, Ciervo del Cáucaso o Maral (Cervus elaphus maral), Anatolia, el Kurdistán e Irán. Mayor que el ciervo común típico, con un pelaje más grisáceo (agrisado) y la región de los hombros y la parte interior casi negros, cornamenta pesada, corona simple.
- Ciervo de los Cárpatos (Cervus elaphus montanus), zonas montañosas de Rumanía.
- Ciervo de Noruega (Cervus elaphus atlanticus), de menor tamaño y color más apagado que el ciervo común típico. Noruega suroccidental.
- Ciervo Escocés (Cervus elaphus scoticus), algo menor que el ciervo común típico y con una librea estival más oscura. Antaño presente en la mayor parte de las islas británicas, reducido hoy a Escocia y otros lugares donde ha sido introducido (por ejemplo, Nueva Zelanda).

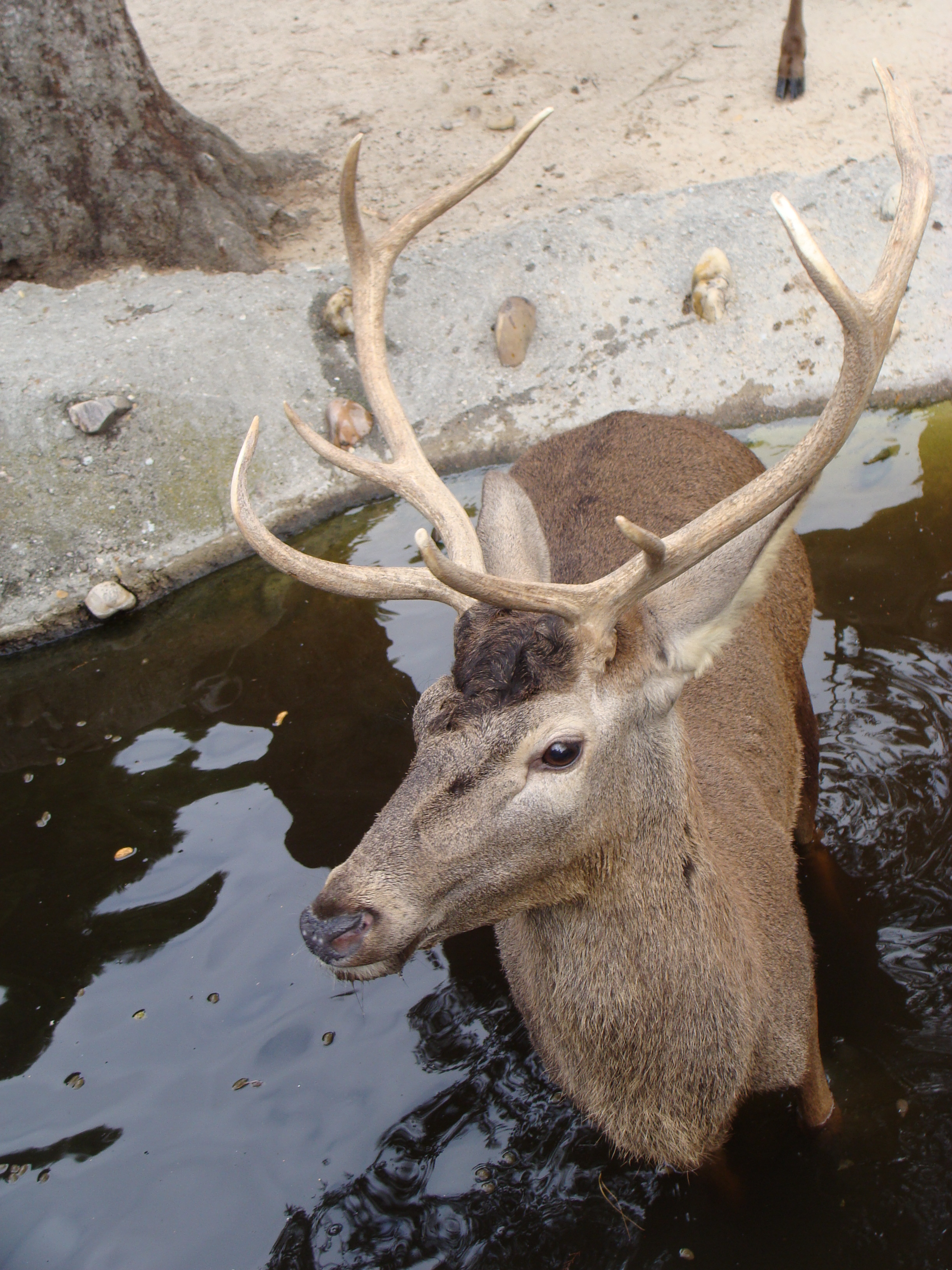
C. e. hispanicus.

- Ciervo de Suecia (Cervus elaphus elaphus), parecido al ciervo Centroeuropeo, pero la mancha blanca carece de borde negro. Sur de Suecia.
- Ciervo de Tian Shan (Cervus elaphus songaricus), Montes Tian Shan.
- Ciervo de Wallich (Cervus elaphus wallichi), cordillera del Himalaya.

Existen otras seis subespecies (dos extintas en tiempos recientes) nativas de América del Norte, que reciben el nombre de uapitíes. Clasificadas inicialmente como una especie aparte (Cervus canadensis), de mayor tamaño que el ciervo común, dependiendo de la subespecie, color pardo amarillento, con la cabeza, el cuello y las patas de tonalidad pardo oscura. Mancha blanca grande y amarillenta. En la actualidad se consideran subespecies de Cervus elaphus:

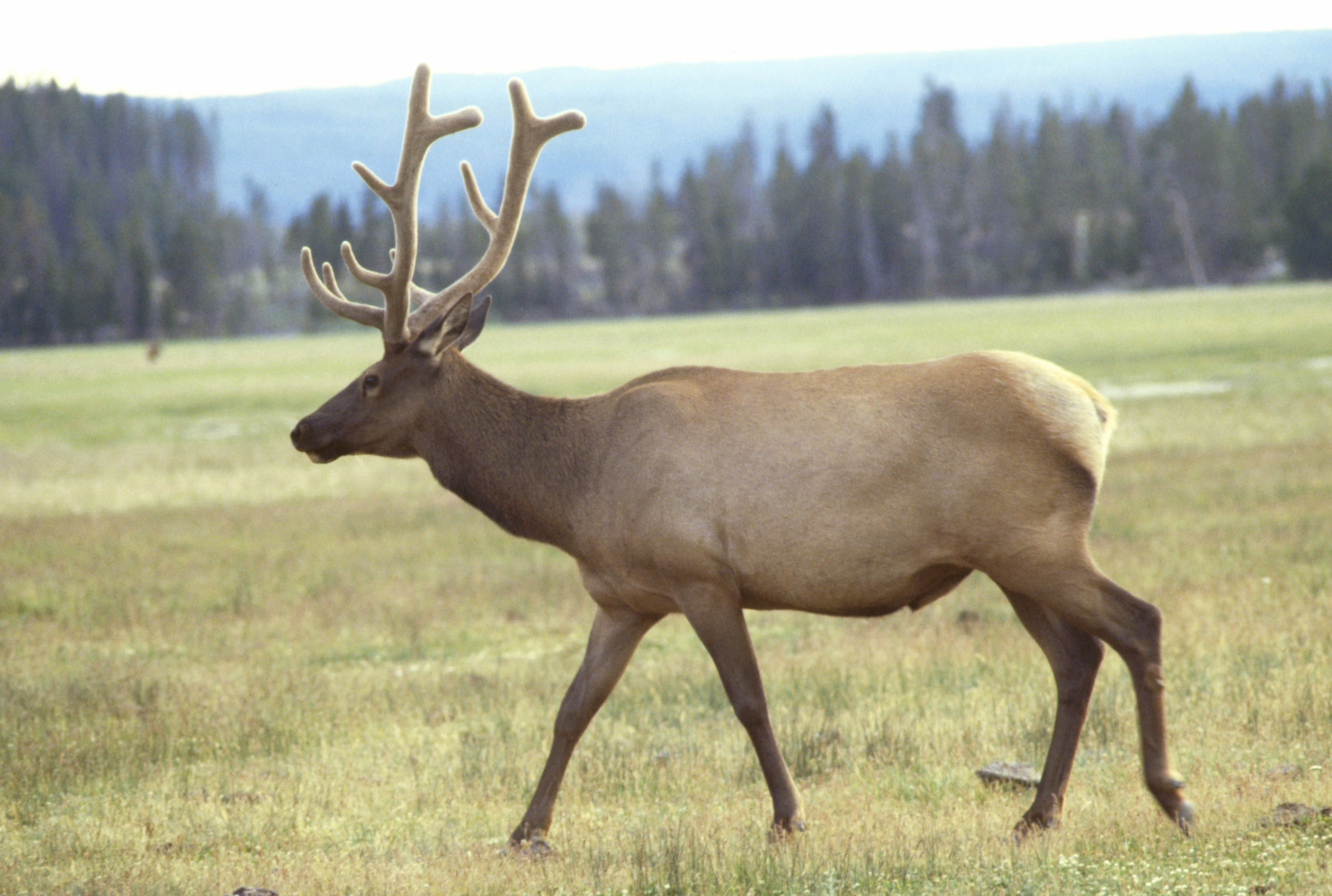
Uapití, ciervo norteamericano.

- Ciervo de Yellowstone o de las Montañas Rocosas (Cervus elaphus nelsoni), oeste de Estados Unidos.
- Ciervo de Manitoba (Cervus elaphus manatobensis), sur de Canadá y parte de Dakota del Norte.
- Ciervo de Roosevelt (Cervus elaphus roosevelti), zonas costeras desde el norte de California a Oregón y Washington.
- Ciervo de California (Cervus elaphus nannodes), California central.
- Ciervo del Canadá (Cervus elaphus canadensis)†, antaño en el este de EE. UU. y Canadá, se extinguió en 1898.
- Ciervo de Merriam (Cervus elaphus merriami)†, antiguamente presente en Nuevo México y Arizona, desapareció en 1923.[16]

## Especie exótica invasora
Debido a su valor como especies de caza, el ciervo se ha introducido en varios países como Argentina, Chile, Australia y Nueva Zelanda. En América del Sur se considera que el ciervo tiene un efecto negativo en la ecología local,[cita requerida] compitiendo con especies nativas de los herbívoros y los cambios en la flora.

## Galería

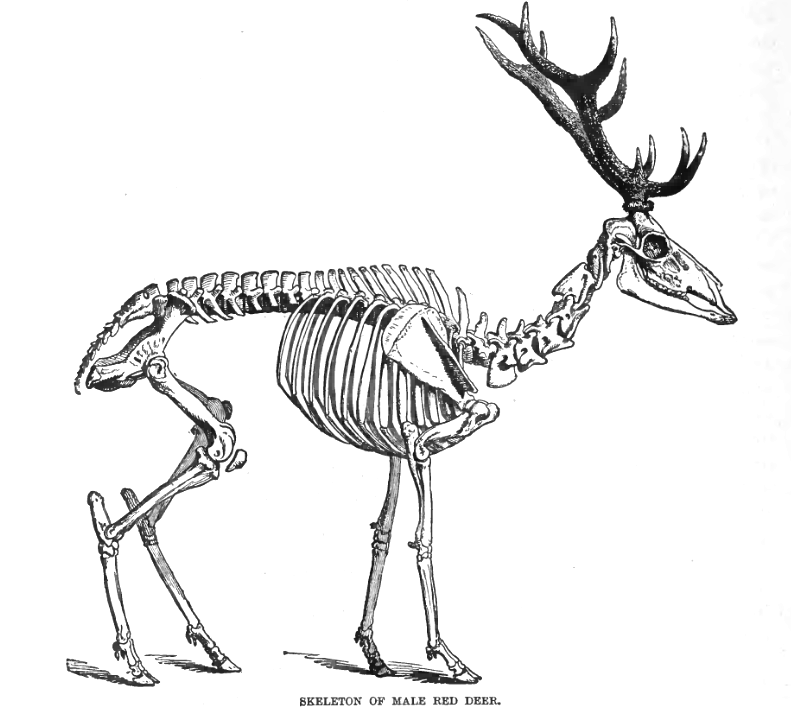
Esqueleto de un macho
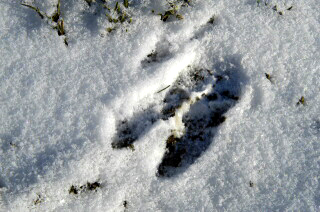
Huella
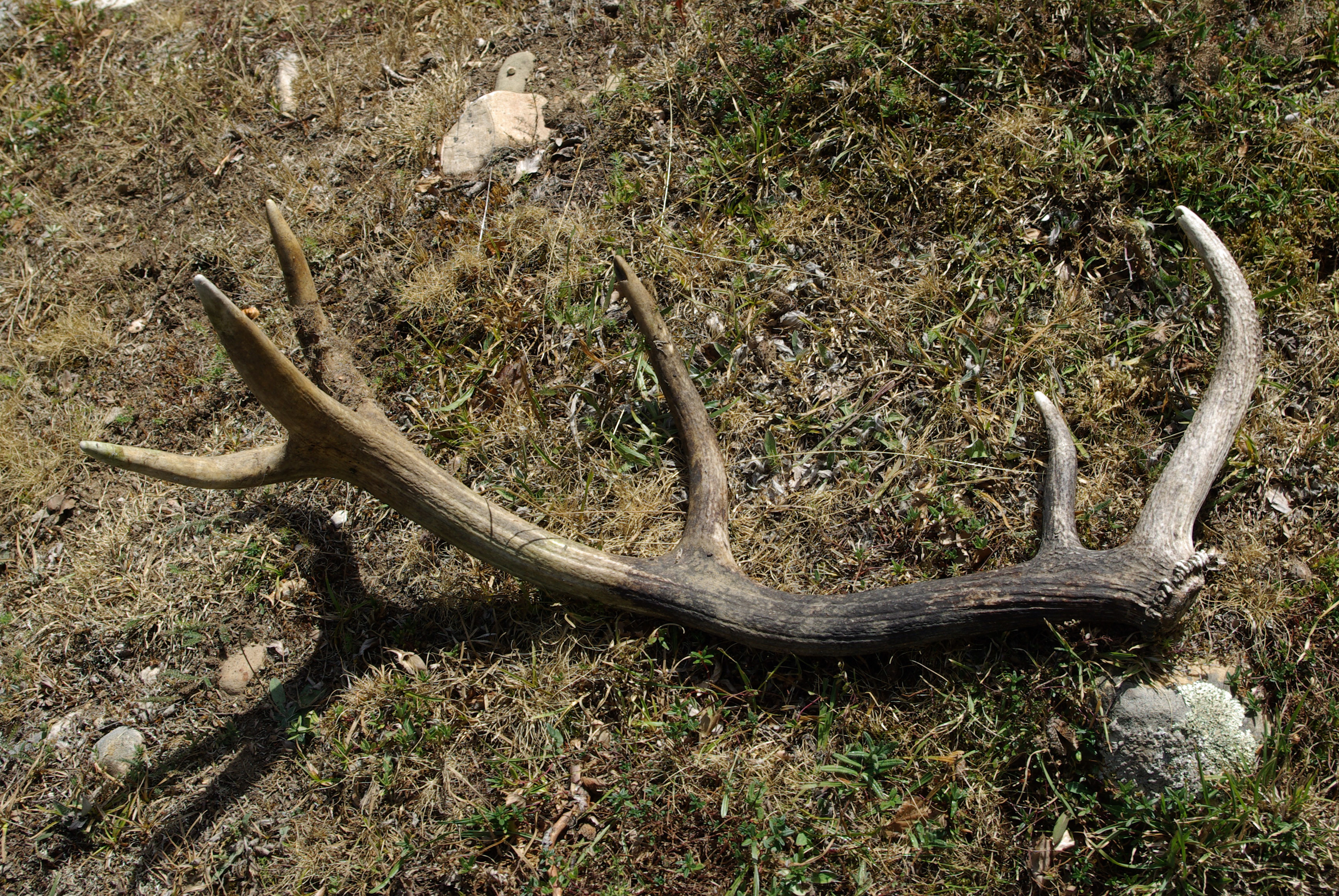
Cornamenta